# Juana Calfunao
Juana Rosa Calfunao Paillaléf es una de las principales autoridades (lonco) de la comunidad indígena mapuche del centro-sur de Chile. Es la jefa de la comunidad Juan Paillalef, de Cunco, Región de la Araucanía.

## Familia
Es hija del werkén Ambrosio Calfunao, que murió cuando ella y sus hermanos y hermanas eran niños, y de la lonko Mercedes Paillaléf. Su madre, que también fue líder de la comunidad, estuvo encarcelada por la dictadura militar chilena durante dos años en la prisión de Temuco.
Su hija Relmutray fue enviada a Suiza a la edad de 9 años, donde solicitó asilo y ha vivido con su tía, Rayen Calfunao Paillalef, entre 2006 y 2011.

## Líder mapuche
Es una líder importante en las luchas de los mapuches para afirmar su soberanía, resistir la violencia estatal y corporativa, y condenar la extracción de recursos naturales de sus tierras ancestrales. Es fundadora de la organización no gubernamental chilena Comisión Ética Contra la Tortura.
En mayo de 2000, es víctima de un aborto natural tras su detención en Temuco.
En noviembre de 2006, fue condenada a 150 días de prisión por el estado chileno, por protestar contra la construcción de un camino privado a través de la tierra mapuche. Pasó cuatro años y medio en la cárcel. Con su hermana Luisa Calfunao realiza una huelga del hambre durante varias semanas de 2007. Otros miembros de su familia también han sido perseguidos o encarcelados.
En octubre de 2015, Calfunao Paillaléf visitó Estados Unidos y testificó ante la Organización de los Estados Americanos (OEA), demandando al gobierno chileno por diversas formas de violencia cometidas contra el pueblo mapuche, incluida la apropiación de tierras indígenas y el maltrato de mujeres mapuches y niños. A partir de esta fecha, beneficia de medidas cautelares para ella y su familia, por parte de la Comisión Interamericana de Derechos Humanos (medidas levantadas en febrero de 2019).
Se opone a la construcción de un camino que dividiría el territorio de su comunidad. En julio de 2018, es condenada a 5 años de cárcel por haber lesionado a un carabinero, pero en octubre de 2018 la Corte de Apelaciones acoge el recurso de nulidad presentado por ella y ordena la realización de un nuevo juicio oral en contra.
Durante el funeral de Camilo Catrillanca, hizo un llamado a que el pueblo mapuche se multiplique y tenga más hijos para poder seguir con la lucha del pueblo.